# 1420-as évek
Évszázadok: 14. század · 15. század · 16. század
Évtizedek: 1370-es évek · 1380-as évek · 1390-es évek · 1400-as évek · 1410-es évek · 1420-as évek · 1430-as évek · 1440-es évek · 1450-es évek · 1460-as évek · 1470-es évek
Évek: 1420 · 1421 · 1422 · 1423 · 1424 · 1425 · 1426 · 1427 · 1428 · 1429

## A világ vezetői
- Zsigmond magyar király (Magyar Királyság) (1387–1437† ), (Német király - 1410–1433), (Cseh király - 1420–1437)